# Portland (Kentucky)
Pour les articles homonymes, voir Portland.
Portland est une zone non incorporée (Unincorporated community) du comté d'Adair dans le Kentucky.